# Honzon
Honzon (jap. 本尊) bezeichnet, speziell im japanischen Buddhismus, den Hauptgegenstand der Verehrung. Als Zeichen der Verehrung wird das japanische Honorativpräfix go (御) davor gesetzt, so dass er als Gohonzon bezeichnet wird.

## Honzon in der japanischen Religion
Honzon ist in der japanischen Religion ein allgemeiner Begriff für übernatürliche Wesenheiten, die in einer lokalisierbaren Form, etwa in Statuen, Symbolen o. ä. rituell verehrt werden. Es können Kami, Buddhas, Tengus, Myōjin oder sonstige übernatürliche Wesenheiten sein, aber auch Schriften, Objekte u. a oder Mandalas. Die Objekte, in denen sich die Wesenheiten manifestieren, werden oft versteckt und nur gelegentlich, nur bestimmten Personen, oder auch gar nicht, gezeigt. Aufbewahrt werden derlei Gegenstände meist in einem Tempel oder Hausaltären dem sog. Butsudan.
Meist bezieht sich Gohonzon auf die Wesenheit, die hauptsächlich in einem Tempel oder Schrein verehrt wird. Dabei gibt es Brüche zwischen dem Empfinden der Öffentlichkeit und der orthodoxen Wahrnehmung. Ein Beispiel ist die Sōtō-shū: Ihre Gohonzon sind offiziell Shakyamuni Buddha, Dōgen und Keizan Jōkin. Je nach Tempel werden von den besuchenden Japanern aber andere Wesenheiten als Gohonzon betrachtet, z. B. Kannon, Inari (ein Kami), verschiedene Tengu usw. Die jeweiligen Gohonzon gelten als besonders mächtig in der Verleihung von genze riyaku, diesweltlichen Wohltaten.

## Butsuzō
Ein Honzon in Form einer Statue wird auch als Butsuzō bezeichnet (jap. 仏像). Ein Butsuzō ist meist aus Zypressenholz oder Metall, wie beispielsweise Kupfer oder Bronze, gefertigt. Der Butsuzō ist im Allgemeinen die geläufigste Form der Darstellung.